# پسکوه
پسکوه، روستایی در دهستان پسکوه بخش پسکوه شهرستان سیب و سوران در استان سیستان و بلوچستان ایران است. این روستا، مرکز بخش پسکوه است.

## جمعیت
بر پایه سرشماری عمومی نفوس و مسکن در سال ۱۳۹۵، جمعیت آن برابر با ۴٬۰۴۸ نفر (۱٬۰۰۹ خانوار) بوده است.

## جاذبه‌های گردشگری
- قلعه پسکوه

این قلعه در روستای پسکوه تابع بخش پسکوه شهرستان سیب و سوران قرار دارد. قدمت این قلعه به دوره اسلامی بازمی‌گردد و همچون دیگر قلعه‌های این شهرستان از دو قسمت حاکم نشین و عامه نشین تشکیل شده است؛ مصالح به‌کار رفته در بنای قلعه شامل خشت خام و گل می‌شود و ضخامت دیوارهای آن بیش از یک متر بوده است.
این اثر در تاریخ ۷ آذر ۱۳۸۳، با شماره ثبت ۱۱۲۴۲ به‌عنوان یکی از آثار ملی ایران به ثبت رسید.